# Wartberg (Niedenstein)
Der Wartberg ist ein 306 m ü. NHN hoher Berg beim Niedensteiner Stadtteil Kirchberg im nordhessischen Schwalm-Eder-Kreis.
Wegen des hiesigen Hauptfundorts wurde nach dem Wartberg eine spätneolithische Kultur der Jungsteinzeit benannt – die Wartberg-Kultur.

## Geographische Lage
Der Wartberg, der sich in der Fritzlarer Börde bzw. der Gudensberger Kuppenschwelle knapp außerhalb der Südgrenze des Naturparks Habichtswald befindet, ist ein frei aufragender typischer Basaltkegel direkt südlich des Dorfs Kirchberg, einem südsüdwestlichen Stadtteil von Niedenstein. Westlich vorbei am Wartberg, der teilweise bewaldet ist und von einem Naturschutzgebiet eingenommen wird, fließt ein Abschnitt des Eder-Zuflusses Ems, nördlich vorbei ein solcher des kleinen Ems-Zuflusses Matzoff.
Auf dem Südhang des Wartbergs steht das Haus Rübezahl, ein vom realistisch-sudetendeutschen Maler und Gebrauchsgrafiker Max Barta (1900–1990) entworfenes und ausgestattetes Wohnhaus, in dem er von Fertigstellung bis 1990 lebte.

## Geschichte
In der Frühzeit war der Wartberg eine Siedlungsstätte der Wartberg-Kultur, worauf zahlreiche archäologische Funde – wie menschliche und tierische Knochenreste – aus der Zeit von 3000 bis 2800 v. Chr. schließen lassen.